# 比塞塔
比塞塔（西班牙語：peseta，西班牙語：[peˈseta]）是西班牙及安道爾在1869年起取代披索至2002年歐元流通前所使用的法定貨幣。比塞塔曾分為100分(cts)，後因西班牙加入欧元区而被取消。比塞塔於2002年3月1日停止使用，1歐元相等於166.386比塞塔。除此之外，撒拉威比塞塔是撒拉威阿拉伯民主共和國的貨幣，但無實際流通，由於其临时政府行政中心設在阿爾及利亞境內，實際使用阿爾及利亞第納爾。